# Iniciativa de Red Global
La Iniciativa de Red Global (GNI, por sus siglas en inglés) es una organización no gubernamental que tiene el objetivo de prevenir la censura en el Internet por parte de gobiernos autoritarios y proteger los derechos de   privacidad de individuos en el Internet. La organización es financiada por una coalición de corporaciones multinacionales, organizaciones sin fines de lucro, e instituciones de educación superior.

## Historia
La Iniciativa de Red Global (GNI) fue fundada el 29 de octubre de 2008 sobre la base de sus "Principios de Libertad de Expresión y de Privacidad". Esta fue lanzada durante el aniversario número 60 de la Declaración Universal de Derechos Humanos (DUDH), que está basada en leyes internacionalmente reconocidas, y en estándares de los derechos humanos en libertad de expresión y privacidad, expuestas en la DUDH, el Pacto Internacional de Derechos Civiles y Políticos (ICCPR, por sus siglas en inglés) y el Pacto Internacional de Derechos Económicos, Sociales y Culturales (ICESCR, por sus siglas en inglés).

## Perfil
Como una organización de derechos humanos, GNI busca salvaguardar la libertad de expresión y la privacidad personal en contra de las restricciones gubernamentales. Las protecciones son facilitadas por una coalición de compañías, inversionistas, organizaciones de sociedad civil, académicos, y otras partes organizadas.
GNI aprecia la libertad de expresión y privacidad, cada uno como un "derecho humano y responsable de garantizar la dignidad humana". Se espera que los participantes, respeten y protejan la información disponible de los usuarios, de interferencia ilegal o arbitraria por exigencia del gobierno; y que los usuarios, tengan la habilidad de crear y distribuir información libremente. El mismo principio aplica hacia las leyes y estándares internacionales.
La colaboración entre los inversionistas es esencial para los objetivos de la Iniciativa de Red Global. Los valores y principios de la GNI motivan a los participantes a buscar formas de convencer a gobiernos de unirse a la causa.
Siendo formada principalmente por entidades tecnológicas, la GNI cuenta con una herramienta global en línea llamada Across the Stack Tool, que facilita la interacción entre los ciudadanos y los distintos actores según los objetivos de la iniciativa.

## Personal y Directivos[4]
- David Kaye
- Agustina Del Campo
- Jason Pielemeier
- Elonnai Hickok

### Miembros de ONG
- Human Rights Watch
- Center for Democracy & Technology
- Committee to Protect Journalists
- Human Rights First
- CIPESA
- Global Partners Digital
- Internews
- Software Freedom Law Center India

### Miembros de Compañías ICT
- Meta
- Google
- Microsoft
- Nokia
- Orange
- Telenor Group
- Telia Company
- Verizon
- Yahoo
- Zoom

### Miembros Académicos
- Berkman Klein Center for Internet and Society at Harvard University
- CCG National Law University, Delhi

## Ingresos y gastos
GNI se financia con las contribuciones de los miembros y mediante el apoyo adicional de otras fuentes, incluidas fundaciones privadas y gobiernos. GNI actualmente está implementando proyectos apoyados por:
- El Departamento de Estado de EE. UU la Oficina para la Democracia, los Derechos Humanos y el Trabajo (DRL por sus siglas en inglés)
- El Gobierno del Ministerio de Relaciones Exteriores de los Países Bajos
- La Fundación Ford

En 2020, GNI  tuvo un ingreso total de 1,645,249 según la forma 990 

## Cuestiones fundamentales
La Iniciativa de Red Global se enfoca en una variedad de cuestiones fundamentales incluyendo; 
- La Descripción en la Red
- Vigilancia
- Jurisdicción y límites (Jurisdictional Assertions and Limits)
- Responsabilidad del intermediario

## Participantes
La Iniciativa de Red Global necesita de compañías participantes para integrar sus principios dentro de su toma de decisiones y dentro de su cultura. La GNI se esfuerza por conseguir la participación de compañías grandes, fuera de las tres iniciales, Google, Yahoo!, y Microsoft.